# Mistrzostwa Ameryki Północnej, Środkowej i Karaibów w Piłce Siatkowej Kobiet 2013
Mistrzostwa Ameryki Północnej, Środkowej i Karaibów w Piłce Siatkowej Kobiet 2013 – 23 edycja mistrzostw rozegrana zostanie w dniach 16 września – 21 września 2011 roku w amerykańskiej miejscowości Omaha. Najlepszy zespół zakwalifikuje się do Pucharu Wielkich Mistrzyń rozgrywanego w Japonii. W rozgrywkach wystartuje 9 reprezentacji narodowych.

## Uczestnicy
| Grupa A                                | Grupa B                       | Grupa C                      |
| -------------------------------------- | ----------------------------- | ---------------------------- |
| Dominikana Kostaryka Trynidad i Tobago | Kuba Meksyk Stany Zjednoczone | Kanada Portoryko Saint Lucia |

## Faza grupowa

### Grupa A
Tabela
| Lp. | Drużyna           | Mecze | Mecze | Mecze | Pkt | Małe punkty | Małe punkty | Małe punkty | Sety | Sety | Sety  |
| Lp. | Drużyna           | M     | W     | P     | Pkt | zdob.       | str.        | ratio       | wyg. | prz. | ratio |
| --- | ----------------- | ----- | ----- | ----- | --- | ----------- | ----------- | ----------- | ---- | ---- | ----- |
| 1   | Dominikana        | 2     | 2     | 0     | 10  | 150         | 85          | 1.765       | 6    | 0    | MAX   |
| 2   | Trynidad i Tobago | 2     | 1     | 1     | 3   | 156         | 177         | 0.881       | 3    | 5    | 0.600 |
| 3   | Kostaryka         | 2     | 0     | 2     | 2   | 141         | 185         | 0.762       | 2    | 6    | 0.333 |

Źródło: fivb.org
Punktacja: 3:0 – 5 pkt, 3:1 – 4 pkt, 3:2 – 3 pkt, 2:3 – 2 pkt, 1:3 – 1 pkt, 0:3 – 0 pkt
Zasady ustalania kolejności: 1. liczba zwycięstw, 2. liczba punktów, 3. stosunek małych punktów, 4. stosunek setów, 5. bilans w bezpośrednich meczach
     awans do półfinału
     awans do ćwierćfinału
     walka o miejsca 7-9
Wyniki
| Data  | Godz. | Drużyna 1  | Wynik | Drużyna 2         | 1     | 2     | 3     | 4     | 5     | Widzów | * |
| ----- | ----- | ---------- | ----- | ----------------- | ----- | ----- | ----- | ----- | ----- | ------ | - |
| 16.09 | 16:00 | Dominikana | 3:0   | Kostaryka         | 25:13 | 25:6  | 25:20 |       |       |        |   |
| 17.09 | 16:00 | Kostaryka  | 2:3   | Trynidad i Tobago | 14:25 | 25:22 | 25:21 | 25:27 | 13:15 |        |   |
| 18.09 | 16:00 | Dominikana | 3:0   | Trynidad i Tobago | 25:13 | 25:20 | 25:13 |       |       |        |   |

### Grupa B
Tabela
| Lp. | Drużyna           | Mecze | Mecze | Mecze | Pkt | Małe punkty | Małe punkty | Małe punkty | Sety | Sety | Sety  |
| Lp. | Drużyna           | M     | W     | P     | Pkt | zdob.       | str.        | ratio       | wyg. | prz. | ratio |
| --- | ----------------- | ----- | ----- | ----- | --- | ----------- | ----------- | ----------- | ---- | ---- | ----- |
| 1   | Stany Zjednoczone | 2     | 2     | 0     | 10  | 150         | 66          | 2.273       | 6    | 0    | MAX   |
| 2   | Meksyk            | 2     | 1     | 1     | 3   | 133         | 182         | 0.731       | 3    | 5    | 0.600 |
| 3   | Kuba              | 2     | 0     | 2     | 2   | 141         | 187         | 0.754       | 2    | 6    | 0.333 |

Źródło: fivb.org
Punktacja: 3:0 – 5 pkt, 3:1 – 4 pkt, 3:2 – 3 pkt, 2:3 – 2 pkt, 1:3 – 1 pkt, 0:3 – 0 pkt
Zasady ustalania kolejności: 1. liczba zwycięstw, 2. liczba punktów, 3. stosunek małych punktów, 4. stosunek setów, 5. bilans w bezpośrednich meczach
     awans do półfinału
     awans do ćwierćfinału
     walka o miejsca 7-9
Wyniki
| Data  | Godz. | Drużyna 1         | Wynik | Drużyna 2         | 1     | 2     | 3     | 4     | 5     | Widzów | * |
| ----- | ----- | ----------------- | ----- | ----------------- | ----- | ----- | ----- | ----- | ----- | ------ | - |
| 16.09 | 20:00 | Stany Zjednoczone | 3:0   | Meksyk            | 25:9  | 25:12 | 25:11 |       |       |        |   |
| 17.09 | 20:00 | Meksyk            | 3:2   | Kuba              | 25:18 | 25:23 | 23:25 | 21:25 | 18:16 |        |   |
| 18.09 | 20:00 | Kuba              | 0:3   | Stany Zjednoczone | 9:25  | 13:25 | 12:25 |       |       |        |   |

### Grupa C
Tabela
| Lp. | Drużyna     | Mecze | Mecze | Mecze | Pkt | Małe punkty | Małe punkty | Małe punkty | Sety | Sety | Sety  |
| Lp. | Drużyna     | M     | W     | P     | Pkt | zdob.       | str.        | ratio       | wyg. | prz. | ratio |
| --- | ----------- | ----- | ----- | ----- | --- | ----------- | ----------- | ----------- | ---- | ---- | ----- |
| 1   | Portoryko   | 2     | 2     | 0     | 8   | 150         | 85          | 1.765       | 6    | 2    | 3.000 |
| 2   | Kanada      | 2     | 1     | 1     | 7   | 156         | 177         | 0.881       | 5    | 3    | 1.667 |
| 3   | Saint Lucia | 2     | 0     | 2     | 0   | 141         | 185         | 0.762       | 0    | 6    | 0.000 |

Źródło: fivb.org
Punktacja: 3:0 – 5 pkt, 3:1 – 4 pkt, 3:2 – 3 pkt, 2:3 – 2 pkt, 1:3 – 1 pkt, 0:3 – 0 pkt
Zasady ustalania kolejności: 1. liczba zwycięstw, 2. liczba punktów, 3. stosunek małych punktów, 4. stosunek setów, 5. bilans w bezpośrednich meczach
     awans do półfinału
     awans do ćwierćfinału
     walka o miejsca 7-9
Wyniki
| Data  | Godz. | Drużyna 1   | Wynik | Drużyna 2   | 1     | 2     | 3     | 4     | 5    | Widzów | * |
| ----- | ----- | ----------- | ----- | ----------- | ----- | ----- | ----- | ----- | ---- | ------ | - |
| 16.09 | 18:00 | Portoryko   | 3:0   | Saint Lucia | 25:9  | 25:15 | 25:12 |       |      |        |   |
| 17.09 | 18:00 | Saint Lucia | 0:3   | Kanada      | 14:25 | 9:25  | 14:25 |       |      |        |   |
| 18.09 | 18:00 | Kanada      | 2:3   | Portoryko   | 25:19 | 26:28 | 23:25 | 25:13 | 8:15 |        |   |

## Runda pucharowa

### Mecz o 8. miejsce
| Data  | Godz. | Drużyna 1 | Wynik | Drużyna 2   | 1     | 2     | 3    | 4 | 5 | Widzów | * |
| ----- | ----- | --------- | ----- | ----------- | ----- | ----- | ---- | - | - | ------ | - |
| 19.09 | 16:00 | Kuba      | 3:0   | Saint Lucia | 25:16 | 25:15 | 25:6 |   |   |        |   |

### Ćwierćfinały
| Data  | Godz. | Drużyna 1 | Wynik | Drużyna 2         | 1     | 2     | 3     | 4 | 5 | Widzów | * |
| ----- | ----- | --------- | ----- | ----------------- | ----- | ----- | ----- | - | - | ------ | - |
| 19.09 | 18:00 | Kanada    | 3:0   | Trynidad i Tobago | 27:25 | 25:11 | 25:22 |   |   |        |   |
| 19.09 | 20:00 | Portoryko | 3:0   | Meksyk            | 25:16 | 25:22 | 25:19 |   |   |        |   |

### Mecz o 7. miejsce
| Data  | Godz. | Drużyna 1 | Wynik | Drużyna 2 | 1     | 2     | 3     | 4     | 5 | Widzów | * |
| ----- | ----- | --------- | ----- | --------- | ----- | ----- | ----- | ----- | - | ------ | - |
| 20.09 | 16:00 | Kostaryka | 1:3   | Kuba      | 24:26 | 25:23 | 15:25 | 22:25 |   |        |   |

### Półfinały
| Data  | Godz. | Drużyna 1         | Wynik | Drużyna 2 | 1     | 2     | 3     | 4     | 5 | Widzów | * |
| ----- | ----- | ----------------- | ----- | --------- | ----- | ----- | ----- | ----- | - | ------ | - |
| 20.09 | 18:00 | Dominikana        | 3:1   | Portoryko | 25:18 | 26:24 | 19:25 | 25:21 |   |        |   |
| 20.09 | 20:00 | Stany Zjednoczone | 3:0   | Kanada    | 25:22 | 25:14 | 25:15 |       |   |        |   |

### Mecz o 5. miejsce
| Data  | Godz. | Drużyna 1         | Wynik | Drużyna 2 | 1     | 2     | 3     | 4 | 5 | Widzów | * |
| ----- | ----- | ----------------- | ----- | --------- | ----- | ----- | ----- | - | - | ------ | - |
| 21.09 | 16:00 | Trynidad i Tobago | 0:3   | Meksyk    | 23:25 | 19:25 | 22:25 |   |   |        |   |

### Mecz o 3. miejsce
| Data  | Godz. | Drużyna 1 | Wynik | Drużyna 2 | 1 | 2 | 3 | 4 | 5 | Widzów | * |
| ----- | ----- | --------- | ----- | --------- | - | - | - | - | - | ------ | - |
| 21.09 | 18:00 | Portoryko |       | Kanada    |   |   |   |   |   |        |   |

### Finał
| Data  | Godz. | Drużyna 1  | Wynik | Drużyna 2         | 1 | 2 | 3 | 4 | 5 | Widzów | * |
| ----- | ----- | ---------- | ----- | ----------------- | - | - | - | - | - | ------ | - |
| 21.09 | 20:00 | Dominikana |       | Stany Zjednoczone |   |   |   |   |   |        |   |

## Klasyfikacja końcowa
| Miejsce | Reprezentacja     |
| ------- | ----------------- |
| złoto   | Stany Zjednoczone |
| srebro  | Dominikana        |
| brąz    | Portoryko         |
| 4.      | Kanada            |
| 5.      | Meksyk            |
| 6.      | Trynidad i Tobago |
| 7.      | Kuba              |
| 8.      | Kostaryka         |
| 9.      | Saint Lucia       |

## Nagrody indywidualne
| MVP          | Najlepsza punktująca | Najlepsza atakująca | Najlepsza blokująca | Najlepsza zagrywająca | Najlepsza rozgrywająca | Najlepsza przyjmująca | Najlepsza libero |
| ------------ | -------------------- | ------------------- | ------------------- | --------------------- | ---------------------- | --------------------- | ---------------- |
| Kelly Murphy | Karina Ocasio        | Kelly Murphy        | Sinead Jack         | Jordan Larson         | Alisha Glass           | Debora Seilhamer      | Janie Guimond    |